# ユハ・サロネン
ユハ・サロネン（Juha Heikki Salonen、1961年10月16日 -) はフィンランドの南西スオミ県出身の柔道選手。現役時代は95kg超級の選手。身長184cm、体重118kg。

## 人物
ヨーロッパジュニア95kg超級では1979年から2年連続3位に入った。1981年の世界選手権95kg超級では2回戦で山下泰裕に内股で敗れたものの、敗者復活戦を勝ち上がって3位になった。1984年のロサンゼルスオリンピック無差別では初戦で敗れた。1988年のソウルオリンピックでは準々決勝で東ドイツのヘンリー・ストールに一本負けして7位にとどまった。1989年には地元ヘルシンキで開催されたヨーロッパ選手権で優勝を果たした。1991年の世界選手権では準々決勝で敗れると、その後の3位決定戦でも小川直也に反則負けを喫して5位に終わった。1992年のバルセロナオリンピックでは初戦で敗れた。引退後はフィンランドナショナルチームの監督として、アトランタオリンピックとシドニーオリンピックに参加した。その後は出身クラブの｢チカラ｣で指導にあたることになった。

## 主な戦績
(階級表記のない大会は全て95kg超級での成績)
- 1979年 - ヨーロッパジュニア　3位
- 1980年 - ヨーロッパジュニア　3位
- 1981年 - ハンガリー国際　95kg超級　3位　無差別　3位
- 1981年 - 世界選手権　3位
- 1981年 - フィンランド国際　優勝
- 1983年 - イギリス国際　優勝
- 1983年 - ヨーロッパ選手権　無差別　3位
- 1983年 - ポーランド国際　3位
- 1984年 - イギリス国際　3位
- 1985年 - ドイツ国際　2位
- 1985年 - ヨーロッパ選手権　3位
- 1986年 - 嘉納杯　5位
- 1987年 - ハンガリー国際　2位
- 1987年 - イギリス国際　3位
- 1988年 - イギリス国際　3位
- 1988年 - ソウルオリンピック　7位
- 1989年 - ドイツ国際　3位
- 1989年 - ヨーロッパ選手権　優勝
- 1991年 - イギリス国際　3位
- 1991年 - 世界選手権　5位